# Brosimum glaziovii
Brosimum glaziovii är en mullbärsväxtart som beskrevs av Paul Hermann Wilhelm Taubert. Brosimum glaziovii ingår i släktet Brosimum och familjen mullbärsväxter. Inga underarter finns listade i Catalogue of Life.